# Ectopatria umbrosa
Ectopatria umbrosa là một loài bướm đêm thuộc họ Noctuidae. Nó được tìm thấy ở Queensland.